# Podolobium ilicifolium
Genre
Espèce
Podolobium ilicifolium est une espèce de plantes à fleurs dicotylédones de la famille des Fabaceae, sous-famille des Faboideae, originaire d'Australie. C'est l'unique espèce acceptée du genre Podolobium (genre monotypique).

## Description
Chez cette espèce, les feuilles sont opposées, jusqu'à 10 cm de long et 3 cm de large avec un contour général ovale à étroit mais avec de fortes lobes ; chaque lobe se termine par une pointe piquante (ressemblant légèrement aux feuilles de houx) ; de couleur vert foncé à bleu-vert ; le feuillage est quelque peu épineux.

## Taxonomie
Podolobium ilicifolium a été décrit pour la première fois en 1995 par Michael Crisp et Peter Weston et la description a été publiée dans Advances in Legume Systematics.

## Synonymes
selon  : 
- Oxylobium ilicifolium (Andrews) Domin
- Pultenaea ilicifolia Andrews[4]